# 列宁在十月
《列宁在十月》（俄语：Ленин в Октябре）是1937年苏联拍摄的传记片黑白电影，导演是米哈伊尔·伊里奇·罗姆和德米特里·瓦西列夫，主演是鲍里斯·瓦西里耶维奇·史楚金、尼古拉·奥赫洛普科夫和瓦西里·瓦宁。该电影讲述的是列宁在十月革命期间的活动事蹟。
该部电影为苏联著名的政治宣传电影，剧中的约瑟夫·斯大林比实际历史上更为杰出。在斯大林死后，他的镜头被从电影中剪去，于1958年重新发行。
1950年，中国中央电影局东北电影制片厂翻译片组译制了此剧的汉语配音版本。该剧与《列宁在1918》同是文化大革命期间中国大陆可以放映的少数几部外国片之一，这部影片对中国经历过1970年代的人具有深刻的影响。

## 创作人员
苏联莫斯科电影制片厂出品。
- 导演：米哈伊尔·罗姆、德米特里·瓦西列夫
- 编剧：阿列克谢·卡普勒

### 演员
| 演员                                            | 扮演角色                                      | 身份                          | 备注             |
| 鲍里斯·史楚金                                   | 弗拉基米尔·列宁                               |                               |                  |
| 尼古拉·奥赫洛普科夫                             | 瓦西里 （Василий）                            | 布尔什维克 列宁的卫士         |                  |
| 瓦西里·瓦宁                                     | 马特维也夫 （Матвеев）                        | 布尔什维克                    |                  |
| 弗拉基米尔·波克罗夫斯基                         | 费利克斯·捷尔任斯基                           |                               |                  |
| 尼古拉·阿尔斯基 （Николай Арский）              | 布利诺夫 （Блинов）                           | 红军指挥员                    |                  |
| 叶连娜·沙特罗娃                                 | 安娜·米哈伊洛娃 （Анна Михайловна）           | 列宁藏身之处的女主人          |                  |
| 克拉夫杰娅·科罗博娃 （Клавдия Коробова）        | 娜塔莉亚（Наталья）                           | 瓦西里的妻子                  |                  |
| 尼古拉·斯沃博金                                 | 瓦列里安·鲁特科夫斯基 （Валериан Рутковский） | 社会革命党人 临时政府部长助理 |                  |
| 维克托·甘申 （Виктор Ганшин）                   | 如科夫 （Жуков）                              | 社会革命党中央委员会委员      |                  |
| 弗拉季米尔·弗拉季斯拉夫斯基                     | 卡尔纳尤霍夫 （Карнаухов）                    |                               |                  |
| 阿列克谢·科瓦列夫斯基 （Александр Ковалевский） | 亚历山大·克伦斯基                             |                               |                  |
| 尼古拉·索科洛夫                                 | 米哈伊尔·罗将柯                               |                               |                  |
| 尼古拉·恰普雷金 （Николай Чаплыгин）            | 基里林 （Кирилин）                            |                               |                  |
| 伊万·拉古京 （Иван Лагутин）                    | 菲利莫诺夫 （Филимонов）                      | 暗探                          |                  |
| 谢苗·戈尔德施塔布                               | 约瑟夫·斯大林                                 |                               | 斯大林死后被剪除 |
| 亚历山大·格列恰内                               | 水手煽动者                                    |                               | 未出现在字幕     |
| 费奥多尔·谢列兹尼奥夫 （Фёдор Селезнёв）        | 彼得 （Пётр）                                 | 娜塔莉亚的弟弟 士兵           | 未出现在字幕     |
| 谢尔盖·采宁                                     | Малянтович                                    |                               | 未出现在字幕     |
| 维克托·科尔帕科夫                               | 社会革命党人                                  |                               | 未出现在字幕     |
| 因娜·费奥多洛娃                                 | 女车长                                        |                               | 未出现在字幕     |
| 尼古拉·赫里亚希科夫                             | 政治工人                                      |                               | 未出现在字幕     |
| 阿纳托利·帕帕诺夫                               | эпизод                                        |                               | 未出现在字幕     |

### 汉语配音
中国中央电影局东北电影制片厂翻译片组译制。主要配音演员：
- 列宁—白景晟
- 瓦西里—徐世彦